# アメリカ橋 (湖東美歌の曲)
「アメリカ橋」（あめりかばし）は、1976年9月21日に発売された湖東美歌のシングル。

## 湖東美歌によるオリジナル・シングル

### 収録曲
- 両楽曲共に、作曲：信楽順三／編曲：船山基紀

1. アメリカ橋（3分43秒）
作詞：奥山侊伸
2. 枯れ葉のシンフォニー（4分11秒）
作詞：山田孝雄

## 狩人によるカバー・シングル
「アメリカ橋」は、1979年2月25日に発売された狩人の7枚目のシングル。上記のカバー曲だが、歌詞が湖東のオリジナル版とは異なり、一部変更されている。

### 収録曲
1. アメリカ橋（3分11秒）
作詞：奥山侊伸／作曲：信楽順三／編曲：田辺信一
2. ロンググッバイ（3分31秒）
作詞：野原理香／作曲：穂口雄右／編曲：萩田光雄

## その他のカバー
- 奥山侊伸 - 1977年（CBS・ソニー／06SH-120）
  - 作詞者・奥山によるセルフカバー。歌詞が湖東のオリジナル版・狩人のカバー版とは異なり、一部変更されている。また、タイトルが「あめりか橋」と、ひらがな表記になっている。